# Wilhelm Curtmann (Pädagoge)
Wilhelm Jakob Georg Curtmann (* 3. März 1802 in Alsfeld; † 6. Februar 1871 in Gießen) war ein deutscher Gymnasiallehrer und Pädagoge.

## Leben
Curtmann erhielt seine erste Ausbildung an der Stadtschule von Alsfeld, deren Rektor sein Vater war. Um 1815 wechselte er an das Gießener Gymnasium und 1818 an die Universität Gießen, an der er bis 1821 Theologie studierte. Er hörte außerdem Poesie und Philologie. Im Anschluss an das Studium nahm er eine Hauslehrerstelle bei Landrat Justus Joseph Ludwig von Zangen in Gießen an, wechselte 1822 als Hofmeister zum Kammerherrn von Laykam nach Darmstadt, bevor er 1823 eine Anstellung als Lehrer an einer Privatschule für höhere Söhne in Michelstadt erhielt. In dieser Zeit beschloss er, nicht die Laufbahn als Prediger einzuschlagen, sondern sich vollständig dem Lehramt zu widmen.
Curtmann wurde nach bestandenem Gymnasiallehrerexamen noch im selben Jahr, zum 14. November 1826, Lehrer am Pädagogium Gießen und im Jahr darauf, 1827, an der dortigen Universität zum Dr. phil. promoviert. Zum 9. November 1830 erhielt er die Stelle des Direktors des Wormser Gymnasiums und wurde 1832 Mitglied der Bezirksschulkommission für den Kanton Worms sowie zum 6. Juni 1833 Mitglied der Bezirksschulkommission der Kantone Pfeddersheim und Worms.
Curtmann wechselte zum 15. August 1833 als Direktor der neuzugründenden Realschule Offenbach, die 1834 eröffnet wurde, nach Offenbach am Main und wurde am 2. April 1840 Mitglied der Bezirksschulkommission des Kreises Offenbach. Am 26. März 1841 erfolgte schließlich die Ernennung zum Direktor des Schullehrer-Seminars in Friedberg. Dort war er als Nachfolger des Gründungsdirektors Christian Theodor Roth bis zu seiner Pensionierung am 19. Mai 1864 tätig.

## Ehrungen
- 10. Mai 1864 Russischer St. Stanislausorden II. Klasse
- 19. Mai 1864 Ritterkreuz I. Klasse des Verdienstordens Philipps des Großmütigen

## Schriften (Auswahl)
- Die Schule und das Leben: eine gekrönte Preisschrift, Bindernagel, Friedberg 1842.
- Lehrbuch der Erziehung und des Unterrichts, 3 Bände, 5. Auflage, Winter, Heidelberg 1846:
  - Band 1: Die Erziehungslehre.
  - Band 2: Lehrbuch der angewandten Pädagogik und der allgemeinen Unterrichtslehre.
  - Band 3: Lehrbuch der speziellen Methodik und der Schulkunde.
- Die Reform der Volksschule : Beantwortung der Frage, Sauerländer, Frankfurt am Main 1851.
- Lesebuch für die Stufe der Anschauung, 3. Auflage, Heinemann, Gießen 1853.
- Blumen-Frucht- und Dornenstücke für die erwachsene Jugend, Bindernagel und Schimpf, Friedberg i.d.W. 1862.